# 国際イプセン賞
国際イプセン賞（ノルウェー語: Den internasjonale Ibsenprisen）は、ノルウェー政府によって演劇の世界に新たな芸術的潮流をもたらした個人、機関、組織に隔年で授与される賞。同国の劇作家ヘンリック・イプセンにちなんで2008年に創設された。賞金は250万クローネ。

## 受賞者
| 年     | 受賞者                     | 国籍           |
| ------ | -------------------------- | -------------- |
| 2008年 | ピーター・ブルック         | イギリス       |
| 2009年 | アリアンヌ・ムヌーシュキン | フランス       |
| 2010年 | ヨン・フォッセ             | ノルウェー     |
| 2012年 | Heiner Goebbels            | ドイツ         |
| 2014年 | ペーター・ハントケ         | オーストリア   |
| 2016年 | Forced Entertainment       | イギリス       |
| 2018年 | Christoph Marthaler        | スイス         |
| 2020年 | Taylor Mac                 | アメリカ合衆国 |
| 2022年 | Back to Back Theatre       | オーストラリア |
| 2024年 | Lola Arias                 | アルゼンチン   |